# 22 mars 1952
Le samedi 22 mars 1952 est le 82e jour de l'année 1952.

## Naissances
- Étienne Butzbach, personnalité politique française
- Bernard Pras, photographe français
- Bob Costas, journaliste et commentateur sportif américain
- David Jones, politicien britannique
- Des Browne, politicien britannique
- Jay Dee Daugherty, batteur et auteur-compositeur américain
- Jean-Claude Mourlevat, écrivain français
- Robinson Jean-Louis, homme politique malgache
- José Pereira Germano, footballeur portugais
- Rachid Baris, Footballeur international algérien et dirigeant sportif
- Tetske van Ossewaarde, chanteuse néerlandaise
- Thomas Sterner, chercheur

## Décès
- Don Stephen Senanayake (né le 20 octobre 1884), Premier ministre du Sri Lanka
- Jacques d'Otémar (né le 4 juillet 1881), peintre et illustrateur français
- Uncle Dave Macon (né le 7 octobre 1870), musicien américain
- Victor Gaboriault (né le 3 septembre 1909), ornithologue québécois

## Événements
- Fin du rationnement en Espagne[1]